# Sumer
Sumer of Soemer (Sumerisch: 𒆠𒂗𒄀) is de beschaving die vanaf het vierde millennium v.Chr. ontstond in het zuidelijk deel van Mesopotamië. Het is daar de oudste beschaving en een van de oudste ter wereld. Dit gebied waar de rivieren Eufraat en Tigris uitmonden in de Perzische Golf werd door de Sumeriërs zelf ki-en-gir (het land van de beschaafde heersers) genoemd. Sumer was de naam die de Akkadiërs het gebied later gaven.
Samen met de noordelijke streek Akkad maakte Sumer deel uit van het Tweestromenland of Mesopotamië. Ook het zuidelijke deel van het latere Babylonië wordt wel aangeduid als Sumer, vergelijkbaar met de naam Akkad voor het noordelijke deel. Vandaar ook de naam Sumer en Akkad voor Babylonië.
Sumer wordt beschouwd als een van de eerste samenlevingen ter wereld waar alle kenmerken van een beschaving aanwezig waren. Sumer is dan ook een wieg van de beschaving, naast onder meer het oude Egypte en de Indusbeschaving, waarmee contacten waren.
Het Sumerische rijk bestond uit een reeks stadstaten, ieder met een eigen vorst. Vanaf het midden van het 4e millennium v.Chr. werd de leider van de machtigste stadstaat erkend als de koning van de regio.

## Geschiedenis
De hele geschiedenis van Sumer bestrijkt een periode van 3800 tot 2000 v.Chr. Er zijn aanwijzingen voor Sumerische activiteit voor de Urukperiode en na de Ur III-periode, maar er is betrekkelijk weinig over bekend.
De geschiedenis van Sumer wordt gewoonlijk verdeeld in vijf perioden:

### Urukperiode (ca. 4000-3000 v.Chr.)
In de Urukperiode vestigden de Sumeriërs zich in het gebied. Hun herkomst is niet duidelijk. Zij kwamen misschien uit Anatolië of uit de Indusvallei via een halte in het huidige Iran. Zelf geloofden zij in een oorsprong in Dilmun, een streek in Oost-Arabië, met name het huidige Bahrein. De kustlijn met de Perzische Golf is aan grote veranderingen onderhevig geweest. Door aanslibbing ligt de huidige kust een stuk verder zuidoostelijk dan in Sumerische tijden. Maar tijdens het hoogtepunt van de laatste IJstijd was het bekken de Perzische Golf droog land. Het westlijke deel van het bekken raakte rond 9500 v.Chr. overstroomd en de Sumerische kustlijn werd pas kort voor 4000 v.Chr. bereikt. Het is dus goed mogelijk dat hun oorspronkelijke thuisland nu onder water ligt.
Er was al landbouw, maar zij voerden de irrigatie in. Dorpen groeiden uit tot steden. De belangrijkste stad was Uruk. Dankzij de Inannatempel had deze stad een grote regionale uitstraling. Minstens even grote invloed ging uit van Eridu. Hier dateren de oudste bewoningslagen van het 6e millennium v.Chr.

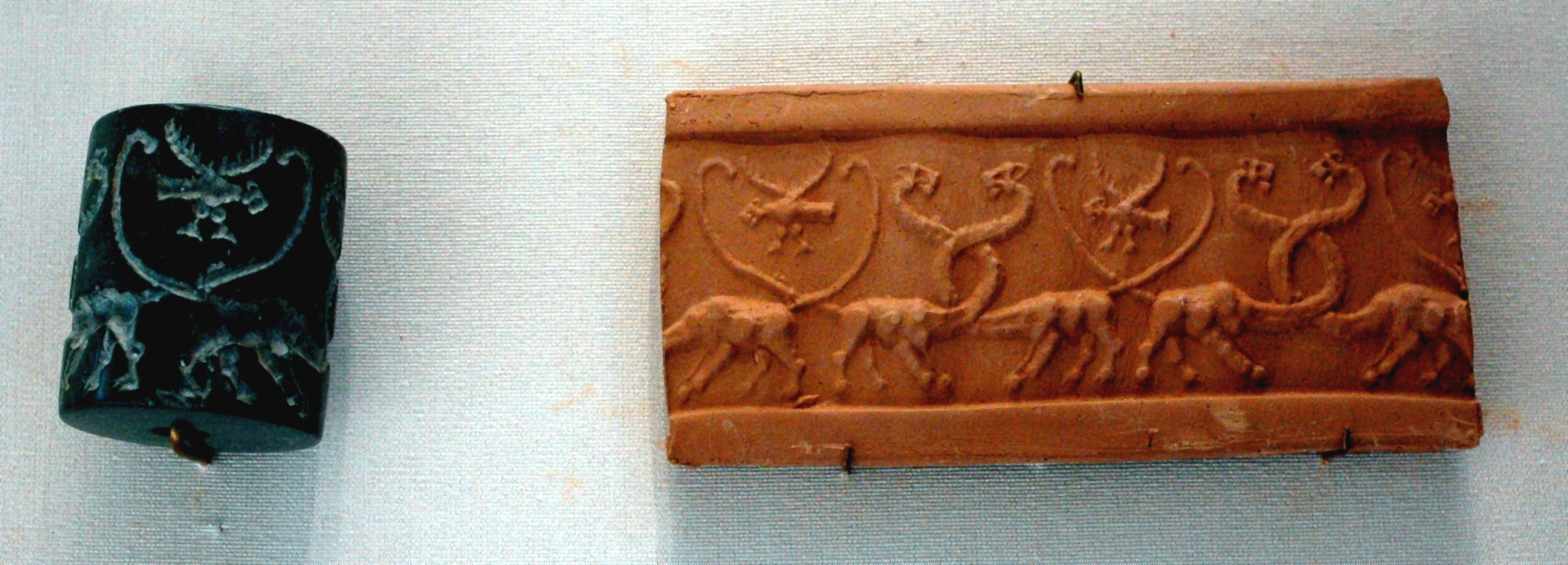
Rolzegel uit de Uruk-periode (4000-3000 v.Chr.), Louvre

### Jemdet Nasr-periode (ca. 3100-2900 v.Chr.)
In de Jemdet Nasr-periode ontstonden heiligdommen in de centra van de steden, de bevolking groeide en de irrigatie van de akkers werd geïntensiveerd.

### Vroeg-dynastieke periode (ca. 2900-2350 v.Chr.)
De Vroeg-dynastieke Periode wordt gedateerd tussen ca. 2900 en 2350 v.Chr. Deze periode wordt gekenmerkt door rivaliteit tussen Mesopotamische stadstaten. Met name het conflict tussen Lagash en Umma is erg bekend, met dank aan de archieven die zijn opgegraven in Lagash. Hoewel de Sumerische koningslijst de namen van vele koningen noemt, is de bruikbaarheid van deze bron voor historische reconstructies beperkt.
De oude Sumerische koningslijst vermeldt de vroege dynastieën van verschillende prominente steden. De eerste serie namen werd toegeschreven aan de koningen die heersten voor de zondvloed. Mogelijk zijn deze namen fictief en gaat het om legendarische en mythologische figuren zoals Alulim, Dumuzid, en Ziusudra. De eerste postdiluviale koning op de lijst, ook bekend uit andere bronnen, is Etana, 13e koning van de eerste Dynastie van Kish. Zijn naam komt ook in het Gilgamesj-epos voor. Mogelijk was hij aan de macht toen de hegemonie van Kish opnieuw overging naar Uruk. Dit leidde tot het idee dat Gilgamesj zelf een historische koning van Uruk zou zijn geweest.

### Akkadperiode (ca. 2350 - 2150 v.Chr.)
Al gedurende de Vroeg-dynastieke periode slaagden individuele stadstaten erin hun grondgebied uit te breiden en andere staten te overheersen. Sargon van Akkad slaagde er als eerste in een rijk te stichten dat langer stand hield. Het Akkadische Rijk strekte zich over grote delen van Mesopotamië uit en de Akkadische koningen beroemden zich erop ook veldtochten naar Syrië, Turkije en Libanon uitgevoerd te hebben. De hoofdstad Akkad is echter nog steeds niet gelokaliseerd. De oorzaken van de val van het Akkadische Rijk zijn onduidelijk; klimaatverandering en de inval van de Guti zijn als oorzaken genoemd.

### Ur III-periode (ca. 2100-2000 v.Chr.)
De Ur III-periode, ook bekend als de Derde dynastie van Ur, die gedateerd wordt ca. 2100-2000 v.Chr., werd gekenmerkt door een wederopbloei van de Sumerische steden. Daarom wordt dit tijdperk ook wel de Sumerische wedergeboorte of renaissance genoemd. Aan de kust in het zuidoosten ontstond de staat Zeeland. De telgen uit het derde koningsgeslacht van Ur vestigden opnieuw een groot rijk in het Tweestromenland. Ongeveer 100.000 kleitabletten, gebruikt in de paleisadministratie, werden door geschiedkundigen teruggevonden. Uit de teksten op deze tabletten blijkt dat het paleis de hele economie regelde en de tempel overvleugelde.
Het rijk van Ur ging uiteindelijk definitief te gronde door inflatie en door invallen van de Amorieten uit het westen. Ten gevolge van deze toestand sneden plaatselijke vorsten de banden met de hoofdstad door en stichtten eigen dynastieën. Ook zou er sprake geweest zijn van een klimaatverandering die een rampzalige droogte veroorzaakte in de vruchtbare rivierdalen wat ernstige problemen meebracht voor de Amoritische nomaden.
In het noorden ontstond het Oud-Assyrische Rijk, ook wel Assyrië. In het zuiden was langer verdeeldheid; in de 18e eeuw v.Chr. ontstond het Oud-Babylonische Rijk, het eerste grote rijk van Babylonië, de staatkundige opvolger van Sumer. In beide koninkrijken heersten veel Amoritische koningen, die zich deels aanpasten aan de Sumerisch-Akkadische cultuur, maar ook deels nomaden bleven.

## Bevolking

Belangrijkste steden van Sumer en Elam

Sumer werd vermoedelijk voor het eerst bevolkt vanaf 4500-4000 v.Chr. door Obeidiërs of Ubaidiërs, naar het dorp al-Ubaid waarvan resten zijn gevonden. Dit volk legde moerassen droog en zorgde voor irrigatie, zodat landbouw mogelijk werd. Ook dreven ze handel en was er pottenbakkerij en leerlooierij.
Stroomopwaarts is vanaf 5000 v.Chr. al sprake van het ontstaan van een georganiseerde samenleving.
De Sumeriërs trokken rond 3500 v.Chr. het gebied binnen. Hun herkomst staat niet vast. Zij spraken Soemerisch, een agglutinerende taal. Er zijn aanwijzingen dat er voordien een andere taal gesproken werd (waarschijnlijk door de Ubaidiërs, die ook al het schrift kenden, maar dit werd later omgevormd naar het Soemerisch model, waardoor het schrift zijn ware ontstaan kende) die proto-Eufratisch wordt genoemd. Veel meer dan een aantal duidelijk niet uit het Soemerisch stammende plaatsnamen en een aantal leenwoorden van onbekende herkomst in het Soemerisch is er niet van over. Opvallend is wel dat deze leenwoorden vaak niet meer dan één lettergreep bezitten. Het Soemerisch neigt sterk naar monosyllabisme, net zoals het moderne Chinees.
In de tweede helft van het 3e millennium v.Chr. begonnen de Hurrieten in Mesopotamië door te dringen. Zij speelden ook een wezenlijke rol in de geschiedenis van de Hettieten, die ongeveer 500 jaar na hen, rond ca. 2000 v.Chr. in de streek opdoken en tot Anatolië doordrongen.
De bevolking in het latere Akkad sprak ca. 2350-2150 v.Chr een Semitische (dat wil zeggen Afro-Aziatische) taal.
In 2212 v.Chr. overheersten de Guti.
Vanaf ca. 1900 v.Chr. namen de Amorieten de macht over in Sumer en zijn de Sumeriërs niet meer als apart volk te onderscheiden.

Voorstelling van de Oorlog van Ur (Standard of Ur) (ca. 2600 v.Chr.), British Museum

## Cultuur en politiek

### Schrift en kunst
Rond 3300 v.Chr. ontstond de oudste vorm van het schrift. Uit een pictografisch schrift ontwikkelde zich later het spijkerschrift.
In de archeologische laag 4 van Uruk (3e millennium v.Chr.) werden kleitabletten gevonden met een schrift dat een ontwikkeling naar het spijkerschrift toont.
Het spijkerschrift bleef in gebruik tot de hellenistische periode en werd daarna, in Mesopotamië, geleidelijk vervangen door het eenvoudiger Aramese alfabetische schrift. Het laatste tablet in spijkerschrift dateert uit 74 n.Chr.
Er zijn vele fragmenten van talrijke exemplaren van het Gilgamesj-epos gevonden, zowel in het Soemerisch als in het Akkadisch. Samen hebben ze het mogelijk gemaakt het hele verhaal, de belangrijkste literaire erfenis van deze beschaving, te reconstrueren. 
De Sumeriërs waren bekwame edelsmeden die onder meer dolken en helmen in goud maakten. Soms werden gouden voorwerpen ter decoratie ingelegd met lapis lazuli.

### Wetgeving
De Sumeriërs waren de eersten die naar nu bekend wetgeving vastlegden, de Codex Ur-Nammu of Wetten van koning Ur-Nammu en de koninkrijken waren staatsrechtelijk georganiseerd in stadstaten.

### Politieke structuur
Politiek bestond het land uit stadstaten die om de hegemonie streden. Deze situatie is goed vergelijkbaar met deze in het latere Griekenland. De steden hadden een volksraad, meestal bestaande uit twee kamers. Er was een raad van ouderen en een raad van (weerbare) mannen. Er was een koning die, in de onderlinge strijd tussen de steden, meer macht kon verwerven.
Iedere stad had haar eigen heiligdom en de cultus van de plaatselijke god of godin nam een centrale plaats in in het leven. Sumeriërs dachten dat de mensen door de goden geschapen waren om hen (de goden) te dienen en te vermaken. De politieke gebeurtenissen in een stad werden dan ook vooral gezien als het gevolg van de grillen van de goden.

### Economie
Het pottenbakkerswiel is waarschijnlijk een sumerische uitvinding, maar onafhankelijk van het wiel met as voor voortbeweging, dat toegeschreven wordt aan de bewoners van de steppe ten noorden van de Zwarte Zee.
Onder de belangrijkste Mesopotamische uitvindingen worden gerekend: irrigatietechniek en waterbeheer, verdeling van de cirkel in 360°, invoer van het 12- en 60-tallig stelsel (onderverdeling van uren/graden in minuten en seconden), benoeming van de dierenriemtekens, astrologische systematiek.

### Wetenschap
De Sumeriërs waren, evenals de bewoners van de Indusvallei met wie zij nauwe contacten hadden, bedreven in het meten van zaken. Zij legden de positie van de planeet Venus vast met een rechthoekig raam. Ze kenden een tijdsindeling tot in seconden nauwkeurig dankzij pendules en waterklokken.